# Kuika
Kuika – gaun wikas samiti w zachodniej części Nepalu w strefie Seti w dystrykcie Achham. Według nepalskiego spisu powszechnego z 2011 roku liczył on 777 gospodarstw domowych i 4281 mieszkańców (2332 kobiety i 1949 mężczyzn).